# Azay-sur-Thouet
Azay-sur-Thouet là một xã trong tỉnh Deux-Sèvres thuộc vùng Nouvelle-Aquitaine phía tây nước Pháp. xã này có dân số thời điểm năm 2006 là 1037 ngươi. Xã nằm bên sông Thouet với khoảng cách độ 6 km về phía đông của Secondigny và 9 km về phía tây của Parthenay.